# Imperiální Stormtroopeři

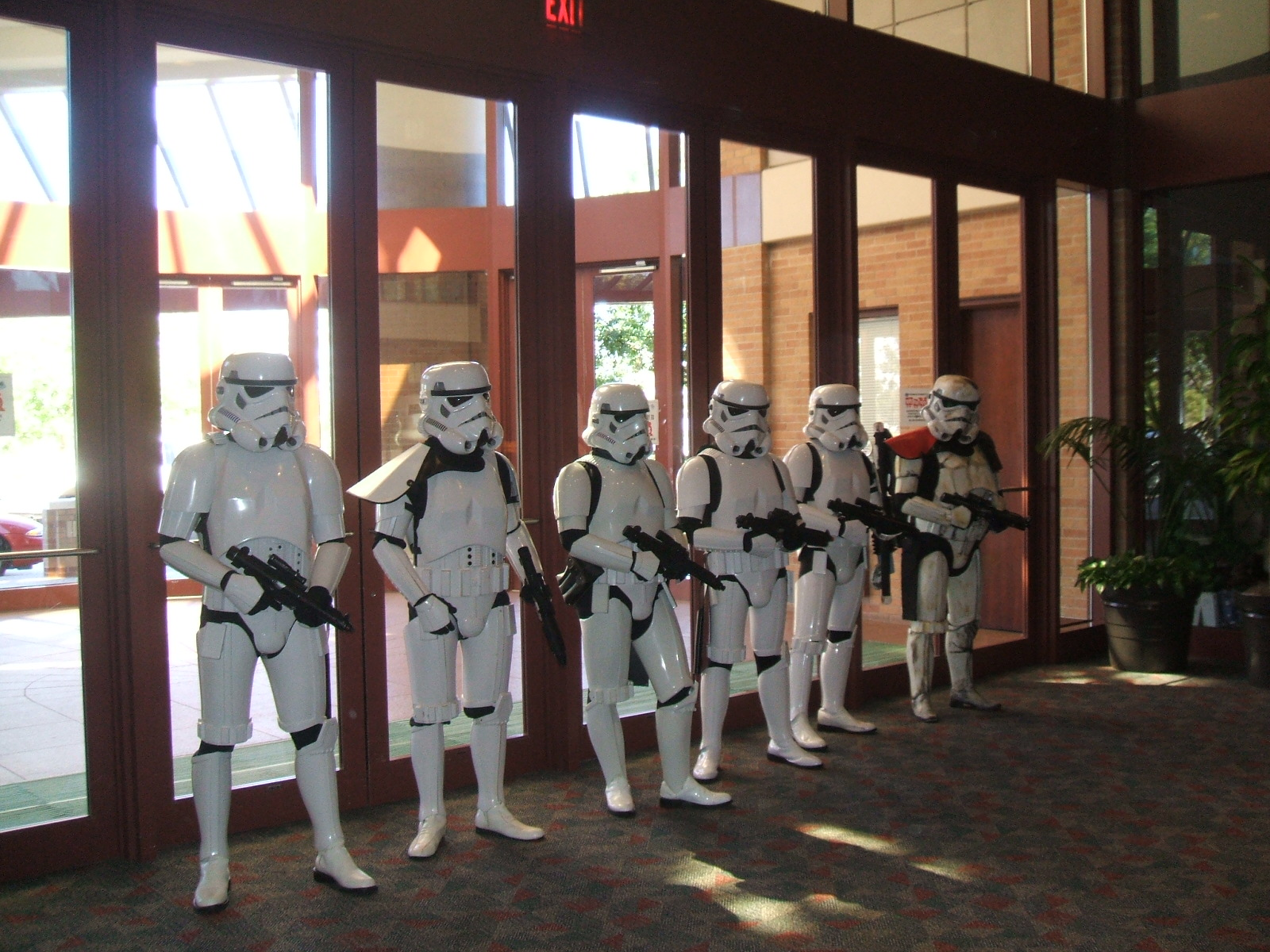
Fanoušci v kostýmech Stormtrooperů

Imperiální Stormtroopeři jsou úderná pěchota ve fiktivním světě Star Wars pod velením Galaktického Impéria. Slouží k likvidaci protivníků Impéria (např. Aliance, jejímž členům se většinou říká rebelové) a udržování jeho území. Jsou jednou z méně početných složek Imperiální pěchoty, do které kromě jiného patří početnější, ale méně známá Imperiální armáda. Stormtroopeři patří k nejznámějším fiktivním vojenským jednotkám.

## Původ
Stormtroopeři jsou součástí světa Star Wars již od prvního filmu (4. epizoda, 1977). Nápad pochází od amerického scenáristy George Lucase, zakladatele a tvůrce Star Wars, zatímco ikonický design stormtrooperské helmy a brnění poprvé vytvořil Andrew Ainsworth .
Stormtroopeři nyní patří k symbolům Star Wars a hojně se objevuje i v dalších filmech, seriálech, atd.

## Popis
Stormtroopeři jsou vybaveni střelnými zbraněmi, nejčastěji blasterovou puškou, dále i termálními detonátory, lékařským vybavením, atd. .Snad nejvíc ikonické je jejich brnění, většinou bílé barvy, které je sice nepohodlné, zato kromě komunikačních přístrojů obsahuje i tepelnou regulaci, dýchací přístroje a filtry, i další technologie, které jim umožňují přežít v nebezpečných podmínkách.
Mnohdy jsou imperiální stormtroopeři zaměňováni za klony, ti však brzy po vzniku impéria byli nahrazeni obyčejnými lidmi. I když jsou tak méně efektivní než jejich předchůdci, bylo tak možné získat více stormtrooperů za menší cenu.

### Organizace
Stormtroopeři mají, na rozdíl od ostatních složek Imperiální armády, svojí nezávislou strukturu a organizaci. Existují různé znaky pro rozpoznání hodnosti, většinou k tomu slouží kožený nárameník udávající hodnost nositele svojí barvou.
- Desátník (v originále Corporal) – šedý/černý nárameník
- Seržant (Sergeant) – bílý nárameník
- Důstojník (Officer) – oranžový nárameník
- Velitel (Commander) – červený nárameník

Mají také vlastní systém jednotek. Jejich základní organizační jednotkou je oddíl (v originále squad). Pět oddílů tvoří četu (platoon), čtyři čety tvoří rotu (company), ze čtyř rot vzniká prapor (battalion) a čtyři prapory se skládají v pluk (regiment). Čtyři pluky nakonec tvoří legii (legion), která při tomto složení čítá 12 800 stormtrooperů.

###### Typy stormtrooperů
Kromě klasických stormtrooperů existovaly i specializované druhy těchto vojáků, uzpůsobené pro konkrétní prostředí, situace, nebo používající netradiční zbraně. Mezi nejznámější typy patří:
- Snowtrooper – Stormtrooper specializovaný na přežití v mrazivých a zasněžených prostředích. Jejich brnění obsahuje výkonný ohřívací systém, lepší vidění např. ve sněžné bouři, a další. Objevují se, kromě jiného, i v 5. epizodě Star Wars, kde se účastnili bitvy o sněžnou planetu Hoth.
- Sandtrooper – Stormtrooper vybavený pro přežití v pouštních podmínkách. Zbroj je obohacena o technologie jako je lepší chladicí systém nebo utěsnění proti vnikání všudypřítomného písku. Na první pohled se příliš neliší od klasických Stormtrooperů, ale mezi patrné rozdíly patří např. batoh se zásobami, který je součástí jejich povinné výbavy. Mimo jiné se sandtroopeři objevují ve 4. epizodě Star Wars na planetě Tatooine, kde pátrali po ztracených plánech hvězdy smrti.
- Seatrooper – Jinak také aquatic trooper je trooper s vybavením pro přežití pod vodou. Seatroopeři pracují na planetách s podmořskou populací a vodními inteligentními druhy. Jsou speciálně cvičeni pro toto prostředí a jejich zbroj jim umožňuje rychlejší pohyb, ochranu proti toxickým látkám ve vodě, a hlavně schopnost dýchání ve vodě po dobu jedné hodiny.
- Shoretrooper – Tento typ Stormtroopera byl nasazován do tropického prostředí, nejčastěji pralesů. Na rozdíl od většiny stormtrooperů, shoretroopeři používali pro rozlišení hodností místo nárameníků modrou barvu přímo namalovanou na brnění. Desátníci měli přes kyrys a nárameníky úzký modrý pruh, zatímco vyšší důstojníci měli kyrys modrý celý.
- Scout trooper – Stormtrooper trénován pro jízdu na vznášedle, konkrétně lehkých verzích tzv. speederu. Scout troopeři jsou vysoce efektivní při misích vyžadující rychlé přesuny a výpady. V šesté epizodě Star Wars se účastnili pozemní části bitvy o měsíc Endor.
- Flametrooper – Flametroopeři, mezi vojáky Aliance přezdíváni „roasters“, byli troopeři používající místo blasterů plamenomet. Součástí jejich brnění bylo i lepší vidění v kouři nebo silnější respirátory. I přesto, že Galaktické Impérium je používalo také, známější je varianta používaná frakcí New order (nový řád), ve které byli mnohem častější.
- Shock trooper – Tento typ stormtroopera sloužil různým účelům. Oficiálně jde o vedlejší osobní ochranu císaře Palpatina, o jehož bezpečnost se obyčejně stará tzv. Rudá garda. Kromě toho se mohli účastnit důležitých a nebezpečných misí, nebo sloužit jako bodyguard jiné významné osobnosti Impéria.
- Range trooper – Jde o speciálně trénované stormtroopery pro velmi nebezpečné mise. Jsou obyčejně nasazováni do prostředí a situací, které by stormtrooper s obyčejným tréningem nemohl přežít.
- Death trooper – Death troopeři jsou speciální jednotky impéria hlavně pro tajné mise, případně mohli být bodyguardy významných osob podobně jako Shock troopeři.

### Život Stormtroopera
Budoucí stormtroopeři jsou vedeni k až fanatické loajalitě k Impériu už od mladého věku. Mají působit silným a zastrašujícím dojmem a nesmějí vyvolávat osobní sympatie nebo projevovat emoce na veřejnosti, z tohoto důvodu si také nesmějí sundávat brnění kromě výjimečných případů a oslovují se pouze identifikačními čísly (např. TK-421, apod.). Jakékoli silnější vztahy mezi samotnými stormtroopery jsou také zakázány.
Aby Galaktické Impérium vědělo zda někdo neporušuje tyto tvrdé podmínky, veškerá aktivita stormtrooperů je monitorována. I jedna nevhodná poznámka o Impériu nebo jeho vládě může mít velké následky, v opačném případě ale také může tento systém vyústit např. ve větší šanci na povýšení.
Přes mnohá očekávání, nástup do řad stormtrooperů většinou není povinný. Díky skutečnosti, že většina populace si pamatovala Klonové války, je pro Impérium jednoduché propagovat Stormtroopery jako hrdiny zabraňující dalším podobným konfliktům, a mnoho lidí považuje za čest být jejich součástí. Touha hrdě sloužit Impériu a udržovat mír není ale jediný důvod, hlavě pro obyvatele chudých světů na vnějším okraji galaxie je život stormtroopera prostě lepší a levnější než jejich dosavadní.

## „Stormtrooper efekt“
Stormtrooper efekt, taktéž nazývaný Stormtrooper syndrom, je klišé, kdy jsou vedlejší postavy v boji nerealisticky bezmocné oproti hlavním postavám. Pojmenování toho jevu, který se však objevil již mnohem dříve v jiných filmech, vychází právě ze Star Wars Stormtrooperů, kteří, navzdory svým výhodám při boji na blízko, početní převaze a profesionálnímu vojenskému výcviku vůči většině jiným postavám, byli naprosto neschopní zranit, ba dokonce i jen trefit nějakého z hlavních hrdinů.